# Sanggreman
Sanggreman is een bestuurslaag in het regentschap Banyumas van de provincie Midden-Java, Indonesië. Sanggreman telt 5340 inwoners (volkstelling 2010).